# Municipio de Grant (condado de Dallas, Iowa)
El municipio de Grant (en inglés: Grant Township) es un municipio ubicado en el condado de Dallas en el estado estadounidense de Iowa. En el año 2010 tenía una población de 1978 habitantes y una densidad poblacional de 20,76 personas por km².

## Geografía
El municipio de Grant se encuentra ubicado en las coordenadas 41°44′21″N 93°51′47″O / 41.73917, -93.86306. Según la Oficina del Censo de los Estados Unidos, el municipio tiene una superficie total de 95.29 km², de la cual 95,26 km² corresponden a tierra firme y (0,02 %) 0,02 km² es agua.

## Demografía
Según el censo de 2010, había 1978 personas residiendo en el municipio de Grant. La densidad de población era de 20,76 hab./km². De los 1978 habitantes, el municipio de Grant estaba compuesto por el 98,74 % blancos, el 0,2 % eran afroamericanos, el 0,05 % eran amerindios, el 0,2 % eran asiáticos, el 0,15 % eran de otras razas y el 0,66 % eran de una mezcla de razas. Del total de la población el 0,96 % eran hispanos o latinos de cualquier raza.